# Riot!
Riot! es el segundo álbum de estudio de la banda estadounidense Paramore, lanzado bajo el sello Fueled by Ramen el 12 de junio de 2007 en Estados Unidos y el 25 de junio del 2007 en el Reino Unido. Su producción quedó a cargo de David Bendeth. Es considerado uno de los mejores álbumes pop punk de la historia

## Información del álbum

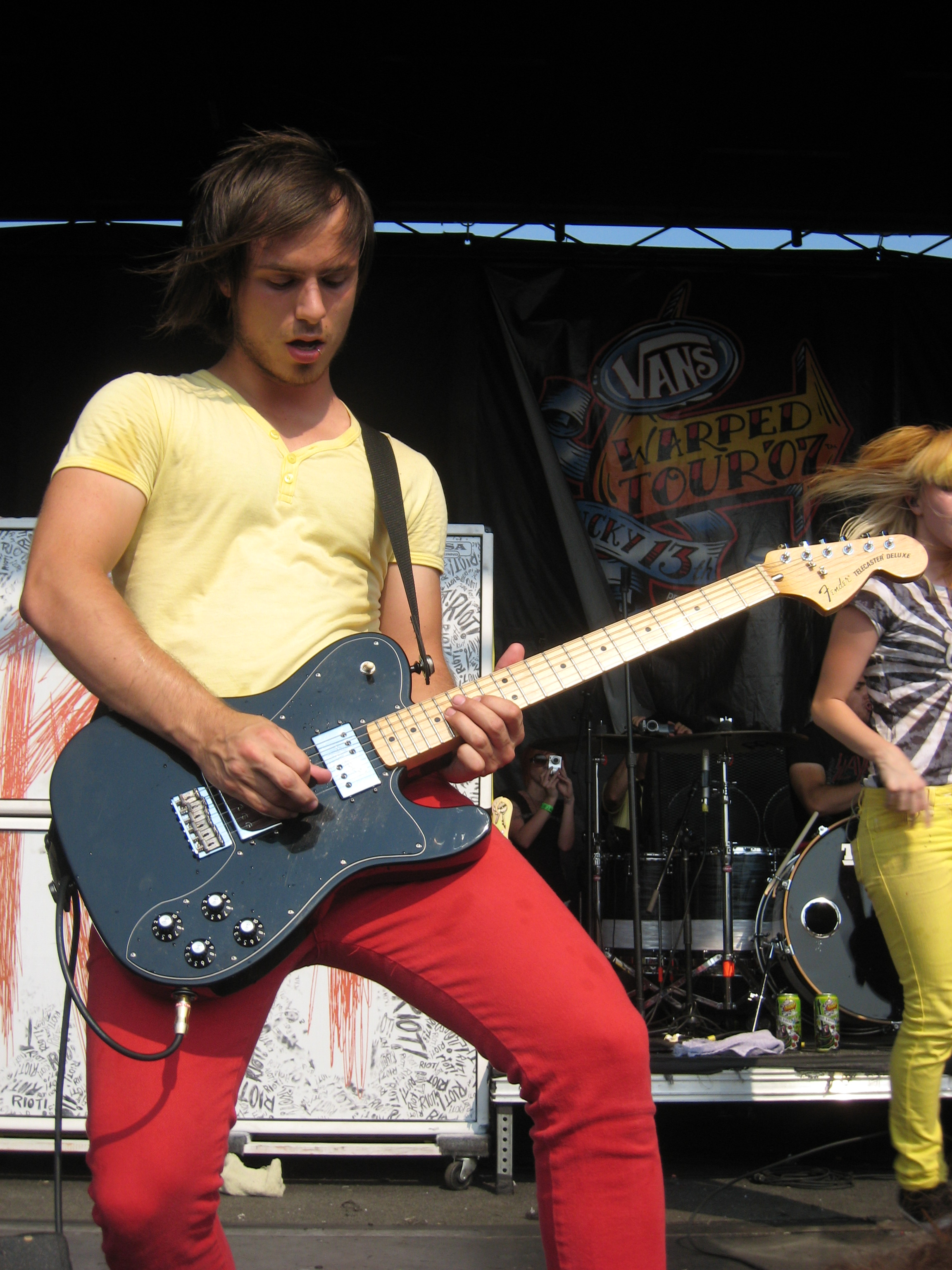
Josh Farro fue el guitarrista líder y rítmico en Riot!.

La banda —integrada por Hayley Williams (voz), Josh Farro (guitarra líder), Hunter Lamb (guitarra rítmica), Zac Farro (batería) y Jeremy Davis (bajo eléctrico)— se encontraba promocionando su álbum debut en el festival Warped Tour en 2006 cuando Williams comenzó a escribir material para un nuevo disco. Todas las pistas fueron escritas y compuestas por Williams y Josh Farro, algunas en colaboración con otros músicos: «That's What You Get» con Taylor York —guitarrista de gira de Paramore—, «When It Rains» con Zac Farro y «We Are Broken» y «Fences» con David Bendeth. El pre coro de «Born For This» —«We want that airwaves back» («queremos esas ondas de regreso»)— es una línea de la canción «Liberation Frequency» de Refused. Sobre esto último, Williams reconoció que «ama» a Refused.
La grabación del disco se llevó a cabo en el estudio de grabación House of Loud —ubicado en Nueva Jersey—, con David Bendeth como productor. Duró aproximadamente tres meses, según Josh Farro. Farro grabó tanto la guitarra líder como la guitarra rítmica, ya que Hunter Lamb abandonó la banda a principios de 2007 para contraer matrimonio. Dijo: «Pensé que iba a ser muy difícil. Lo fue en ciertos puntos, pero desde que escribo todas las partes de guitarra [en las canciones], sé cómo quiero que suenen».
La canción «Misery Business» es acerca de una historia verdadera, en la que una joven «manipuló» a un amigo de Williams, de quien esta última creyó estar enamorada. Ella dijo: «Es más honesta que cualquier otra cosa que he escrito, y los chicos [del grupo] acompañaron esa emoción musicalmente». La cantante también comentó con respecto a «Hallelujah»: «Es una de las canciones más antiguas que tenemos, pero queríamos guardarla para este disco, y es el hogar perfecto para ella. Es una afirmación de victoria para nosotros y para nuestros seguidores». «Born For This» fue escrita especialmente para los admiradores de la banda, sobre lo que Hayley explicó: «La escribimos como un mensaje para ellos. Van a llevarnos al siguiente nivel. Todo lo que han hecho nos ha ayudado tanto». Los coristas de la canción fueron fanáticos que ganaron un concurso en línea hecho por la banda. Josh Farro habló sobre otra pista del disco, «For A Pessimist, I’m Pretty Optimistic». Dijo que se deriva de lo que llama «poner tu fe en alguien y que ellos la echen a perder». Explicó: «Yo escribí la música [de la canción] específicamente para que sea impresionante y muy energética [interpretarla] en directo».
Según Williams, escogieron la palabra «riot» como título del álbum porque uno de sus significados es «un arrebato de emoción incontrolada», que de acuerdo con Williams, «lo resumía todo». Explicó:

«Cuando estábamos escribiendo [las canciones del álbum], parecía que nuestros pensamientos y emociones estaban saliendo tan rápido que no lo podíamos controlar. Se sentía como si hubiera un arrebato de emoción incontrolada dentro de nosotros. Así que el álbum lleva nuestra pasión a un nuevo nivel, es sólo toda la energía en bruto».
Hayley Williams

En cuanto a influencias, Williams dijo que al escribir las canciones de Riot! solía escuchar mucho a MewithoutYou.

## Lanzamiento y promoción

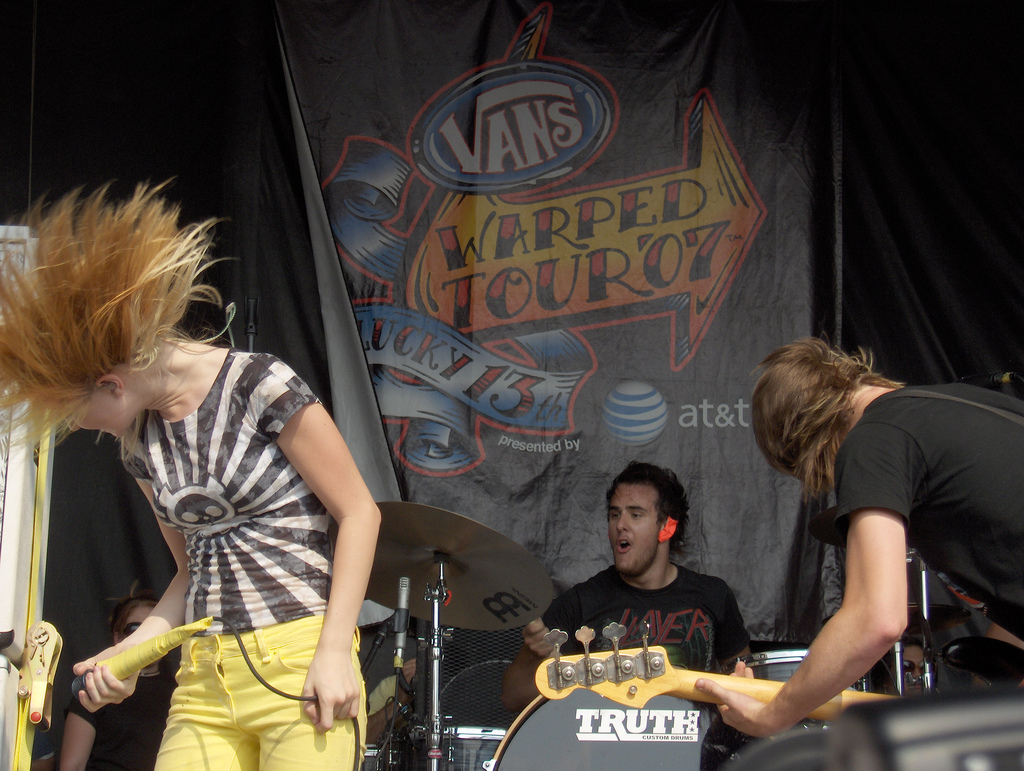
Paramore en el Warped Tour 2007. En la imagen, Hayley Williams, Zac Farro y Jeremy Davis.

La banda lanzó con el sello Fueled by Ramen la edición estándar de Riot! en disco compacto el 12 de junio de 2007, y el mismo día publicó también una versión FYE con una canción adicional, «Here We Go Again», originalmente del álbum debut de Paramore, All We Know Is Falling (2005). El 10 de septiembre del mismo año, estuvo disponible a través de WMG el disco con tres bonus tracks, «Stop This Song (Love Sick Melody)», «Rewind» y «Emergency». El 11 de diciembre Fueled by Ramen lanzó Riot! en LP.
Cuatro sencillos fueron extraídos de Riot!: «Misery Business», «Hallelujah», «crushcrushcrush» y «That's What You Get». El primero de estos alcanzó las posiciones veintiséis, diecisiete y sesenta y siete en las principales listas de ventas de Estados Unidos, Reino Unido y Canadá, además recibió la certificación de disco de platino por la RIAA. El segundo fue lanzado exclusivamente en Reino Unido, y en el principal conteo de dicho país obtuvo la posición ciento treinta y nueve. Por otro lado, «crushcrushcrush» y «That's What You Get» entraron a los rankings estadounidense, neozelandés y británico. Ambos fueron certificados con disco de oro en Estados Unidos.
La banda participó en las ediciones 2007 y 2008 del festival anual Vans Warped Tour. Paramore estuvo de gira por Europa en febrero de 2008, pero las últimas fechas fueron canceladas por motivos personales. No obstante, entre julio y septiembre del mismo año el grupo realizó la gira The Final Riot! Tour en Norteamérica. El concierto en Chicago el 12 de agosto fue filmado y publicado más tarde en DVD bajo el nombre de The Final RIOT!.

## Recepción

### Comentarios de la crítica
Riot! recibió críticas positivas de los críticos. El sitio web Metacritic le dio un promedio de sesenta y siete puntos, basado en ocho reseñas. Jason Lymangrover, de Allmusic, dio al álbum cuatro estrellas de cinco y comentó que «sus letras se sienten auténticas y representativas del actual amor adolescente [...] la producción es brillante y muy comprimida debido a las manos de oro de David Bendeth». Lymangrover también hizo una comparación entre Williams y la cantautora canadiense Avril Lavigne, e incluso inició su reseña diciendo «muévete, Avril; hay una nueva arma en la ciudad». Agregó que «las interrupciones a mitad de las canciones y las catárticas power ballads muestran la madurez [de los integrantes] de la banda como músicos». Priya Elan de NME comentó: «"Misery Business" es aparentemente brillante; letra angustiada, un riff kiss-off y un coro innegable. Es todo lo que el resto de Riot! debería ser, pero no lo es». Dio al disco cinco de diez puntos. Jonathan Bradley de Stylus en su reseña a Riot! dijo que es «inmediatamente atractivo porque se centra en sonidos que han sido descuidados por los punteros del género. Es un disco simple que incluye música sorprendentemente simple [...] no hay una gran diferencia entre Riot! y las mejores canciones de Kelly Clarkson o Avril Lavigne». Gareth Dobson de Drowned In Sound hizo una crítica negativa del disco; le dio cuatro de diez puntos y comentó: «Desde luego, todo está podrido. Riot! suena como un crujido, una fusión de Avril Lavigne y Kelly Clarkson [...] Para los treinta y ocho minutos de duración, es misericordiosamente breve, pero se las arregla para sentirse como un álbum doble para aquellos que lo sufren». Justin Mabee de Jesus Freak Hideout destacó la superioridad de Riot! contra el álbum debut de Paramore, All We Know Is Falling (2005), y llamó a «We Are Broken» «una de las mejores canciones del disco».

### Desempeño comercial
En general, el álbum tuvo una buena recepción comercial en distintas partes del mundo. En los Estados Unidos, alcanzó la posición número quince de las listas Billboard 200 y Digital Albums, así como también la posición número cuatro en Rock Albums. Un año después de su lanzamiento, el disco fue acreditado por la RIAA con un disco platino por haber vendido un millón de copias en el país. En Nueva Zelanda, debutó en la posición número treinta y nueve de la lista New Zealand Albums Chart en la semana del 28 de abril de 2008. En julio del mismo año, tras la participación de la banda en el Warped Tour, Riot! comenzó a ascender posiciones en la lista hasta alcanzar la número quince, marcando así su posición más alta en la lista de éxitos. En el Reino Unido, llegó a la posición número veinticuatro en la lista UK Albums Chart. También alcanzó el puesto número ocho en la lista Rock & Metal Albums, lista que aloja los álbumes más exitosos en el Reino Unido del género rock y heavy metal. Luego de su debut en las listas británicas, el álbum fue acreditado por la BPI con un disco platino por haber vendido 300 000 copias en el país.

#### Posicionamiento en listas
| Australia      | Australian Albums Chart  | 47 |
| Austria        | Austrian Albums Chart    | 66 |
| Estados Unidos | Billboard 200            | 15 |
| Estados Unidos | Rock Albums              | 4  |
| Estados Unidos | Digital Albums           | 15 |
| Finlandia      | Finnish Albums Chart     | 26 |
| Irlanda        | Irish Albums Chart       | 56 |
| México         | Mexican Albums Chart     | 31 |
| Países Bajos   | Dutch Albums Chart       | 61 |
| Nueva Zelanda  | New Zealand Albums Chart | 15 |
| Reino Unido    | UK Albums Chart          | 24 |
| Reino Unido    | Rock & Metal Albums      | 8  |

### Certificaciones
| País           | Organismo certificador | Certificación | Ventas certificadas | Simbolización | Ref.   |
| -------------- | ---------------------- | ------------- | ------------------- | ------------- | ------ |
| Australia      | ARIA                   | Oro           | 35 000              | ●             | [ 47 ] |
| Canadá         | CRIA                   | Oro           | 50 000              | ●             | [ 48 ] |
| Estados Unidos | RIAA                   | x2 Platino    | 2 000 000           | ▲x2           | [ 19 ] |
| Nueva Zelanda  | RIANZ                  | Oro           | 7 500               | ▲             | [ 49 ] |
| Reino Unido    | BPI                    | Platino       | 419 000             | ▲             | [ 41 ] |

## Listado de canciones
| Edición estándar |                                          |                                |          |  |
| N.º              | Título                                   | Escritor(es)                   | Duración |  |
| 1.               | «For a Pessimist, I'm Pretty Optimistic» | Hayley Williams, Josh Farro    | 3:48     |  |
| 2.               | «That's What You Get»                    | Williams, Farro, Taylor York   | 3:40     |  |
| 3.               | «Hallelujah»                             | Williams, Farro                | 3:23     |  |
| 4.               | «Misery Business»                        | Williams, Farro                | 3:31     |  |
| 5.               | «When It Rains»                          | Williams, Farro, Zac Farro     | 3:35     |  |
| 6.               | «Let The Flames Begin»                   | Williams, Farro                | 3:18     |  |
| 7.               | «Miracle»                                | Williams, Farro                | 3:29     |  |
| 8.               | «crushcrushcrush»                        | Williams, Farro                | 3:09     |  |
| 9.               | «We Are Broken»                          | Williams, Farro, David Bendeth | 3:38     |  |
| 10.              | «Fences»                                 | Williams, Farro, Bendeth       | 3:18     |  |
| 11.              | «Born For This»                          | Williams, Farro                | 3:58     |  |

| Pistas adicionales |                                     |          |  |
| N.º                | Título                              | Duración |  |
| 12.                | «Stop This Song (Love Sick Melody)» | 3:23     |  |
| 13.                | «Rewind» (maqueta)                  | 3:46     |  |
| 14.                | «Emergency» (en directo)            | 4:23     |  |

| Edición MVI |                                                                  |          |  |
| N.º         | Título                                                           | Duración |  |
| 12.         | «When It Rains» (maqueta)                                        | 3:24     |  |
| 13.         | «Misery Business» (acústico en directo en Q101 Chicago)          | 3:17     |  |
| 14.         | «Pressure» (acústico en directo en Q101 Chicago)                 | 3:01     |  |
| 15.         | «For A Pessimist, I'm Pretty Optimistic» (en directo en Londres) | 3:59     |  |
| 16.         | «Born For This» (en directo en Londres)                          | 4:20     |  |

| Edición FYE |                                                |          |  |
| N.º         | Título                                         | Duración |  |
| 12.         | «Here We Go Again» (de All We Know Is Falling) | 3:24     |  |

## Créditos y personal
Personal
- Paramore
  - Hayley Williams: voz..
  - Josh Farro: guitarra, coros.
  - Zac Farro: batería, voz adicional en «That's What You Get», «crushcrushcrush» y «Born For This».
  - Jeremy Davis: bajo eléctrico, voz adicional en «That's What You Get», «crushcrushcrush» y «Born For This».

Producción y músicos extra
- Mark Obriski: dirección artística, diseño.
- John Bender: ingeniero de sonido, edición digital, producción vocal, voz adicional en «Hallelujah».
- Dan Korneff: ingeniero de sonido, edición digital.
- Kato Khoadwala: ingeniero de sonido, edición digital.
- Isaiah Abolm: asistente de ingeniería de sonido.
- Tim Flansbaum: asistente de ingeniería de sonido, edición digital.
- Ted Jensen: masterización
- Sebastian Davin: piano en «When It Rains», «We Are Broken» y «Fences».
- Brian Weaver: bajo eléctrico
- John Fruend: órgano en «When It Rains» y «We Are Broken».
- Mariachi Real de México: música introductoria de «Misery Business».
- David Bendeth: producción y mezclas.
- Carl Delbuono: voz adicional en «Born For This».
- Derek Robinson: voz adicional en «Born For This».
- Kate Bonney: voz adicional en «Born For This».
- Kathleen Smith: voz adicional en «Born For This».
- Mary Bonney: voz adicional en «Born For This».
- Sarah Wood: voz adicional en «Born For This».
- Taylor Robinson: voz adicional en «Born For This».
- Steve «Untitled» Smith: voz adicional en «That's What You Get».
- Bekah Sheets: voz adicional en «crushcrushcrush».

Fuente: Riot!